# 57 секунд
57 секунд (англ. 57 seconds) — американський науково-фантастичний трилер 2023 року режисера Расті Кандіффа, сценаристів Кандіффа та Мейкона Блера, з Джошем Хатчерсоном і Морганом Фріменом у головних ролях. В основу покладено оповідання Е. С. Табба «Люцифер».

## Сюжет
Блогер Франклін перешкоджає нападу на Антона Баррелла, у якого він мав можливість взяти інтерв’ю. Він знаходить каблучку, яку випустив Баррелл, і виявляє, що вона дає своєму власникові можливість подорожувати на 57 секунд у минуле. Франклін вирішує використати це, щоб помститися фармацевтичній компанії, яка відповідальна за смерть його сестри.